# Compétence (sport)
Pour les articles homonymes, voir Compétence.
Synonyme d’habileté et généralement associée à la notion de capacité, la notion de compétence exprime l’idée d’expertise, de savoir-faire développé par un individu dans le cadre d’une situation précise. On parle ainsi dans les sports d’opposition, de « niveau d’habileté » ou de « niveau de compétence » d’un athlète confronté à une tâche à réaliser ou un problème à résoudre.

## Illustration ensports de combat
- Exemple 1 : un boxeur qui a développé sa capacité à arrêter la progression en avant d’un opposant, se met à l’abri d’une situation au corps à corps qui pourrait le handicaper.
- Exemple 2 : un lutteur qui a développé sa capacité à faire réagir l’opposant sur un tassement des appuis, peut utiliser la réaction adverse pour déséquilibrer voire projeter l’adversaire.

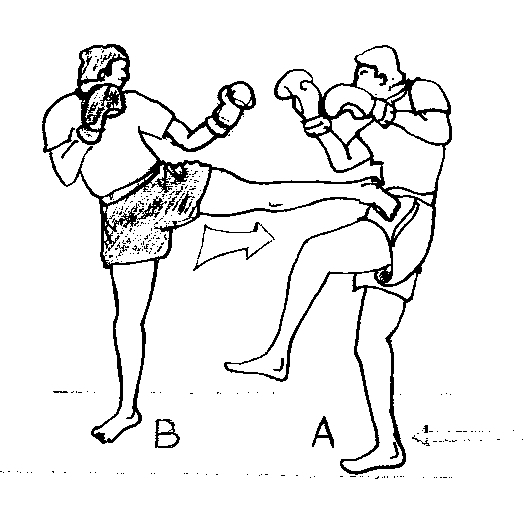
Compétence à stopper l’attaque adverse : ici, délivrer un coup de pied d'arrêt, au bon moment, lors du déclenchement de l’offensive